# マッティ・ピックヤムサ
マッティ・ピックヤムサ（Matti Pikkujämsä、1976年10月31日 - ）はフィンランドのイラストレーター。フィンランドのオウル市生まれ。
2013年10月、日本ではじめての個展「マッティ・ピックヤムサ イラスト原画展」を神戸で開催した。
2014年秋、「マッティ・ピックヤムサ イラスト原画展」を神戸、奈良、東京で開催した。
この展示の図録でもある初の作品集「マッティ・ピックヤムサ作品集～フィンランドの日曜日の新聞から～」が神戸の北欧雑貨店「マルカ」より販売された。
2014年12月、名古屋の「TRAVELLERS in 北欧クリスマスストリート」に自身のブースを出店、ほぼ毎日店頭に立ち、似顔絵のライブペインティングを行った。